# Tricholamia plagiata
Tricholamia plagiata är en skalbaggsart som beskrevs av Bates 1884. Tricholamia plagiata ingår i släktet Tricholamia och familjen långhorningar.
Artens utbredningsområde är Ghana. Inga underarter finns listade i Catalogue of Life.